# Combourg
Combourg is een gemeente in het Franse departement Ille-et-Vilaine (regio Bretagne). De plaats maakt deel uit van het arrondissement Saint-Malo. Combourg telde op 1 januari 2022 6.324 inwoners.
Aan de westrand ligt, op een heuvel, het Château de Combourg. Het kasteel dateert uit de 11e eeuw maar is later, vanaf de 14e tot de 15e eeuw, uitgebreid. Het is rond een vierkant binnenhof aangelegd, op de hoeken staan torens. Het kasteel is bekend geworden door François René de Chateaubriand, die er een deel van zijn jeugd heeft doorgebracht en erover heeft geschreven in zijn Memoires d'Outre-Tombe. Enkele kamers zijn als Chateaubriand-museum ingericht.

## Verkeer en vervoer
- Station Combourg

## Geografie
De oppervlakte van Combourg bedroeg op 1 januari 2022 63,55 vierkante kilometer; de bevolkingsdichtheid was toen 99,5 inwoners per km².

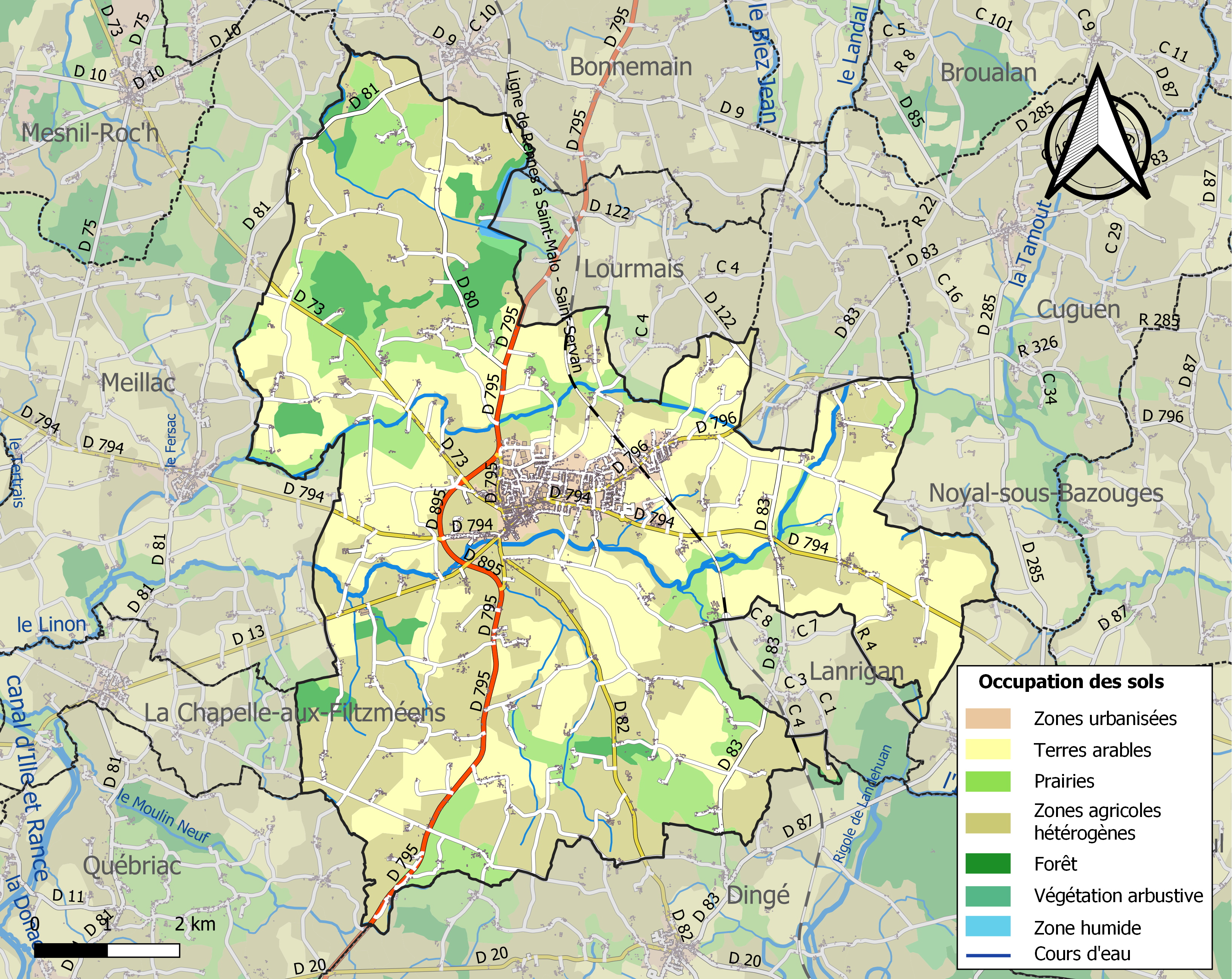
Kaart van de gemeente met belangrijkste infrastructuur, bodemgebruik en omliggende gemeenten

## Demografie
Onderstaande figuur toont het verloop van het inwonertal, bron: INSEE-tellingen. 